# Miara wielkości
Miara wielkości – wartość wielkości wyrażona iloczynem liczby i jednostki miary.
Chcąc wyrazić ilościowo wartość wielkości, należy umownie przyjąć pewien stan danej wielkości i przyporządkować mu wartość równą jedności. Tę wartość odniesienia nazywa się jednostką miary danej wielkości. Mając dla danej wielkości przyjętą umownie jednostkę {\displaystyle [A]} można miarę wielkości {\displaystyle A} wyrazić w postaci:
{\displaystyle A=\{A\}[A],}
gdzie:
{\displaystyle \{A\}} – wartość liczbowa miary wielkości A.